# سكوت هنري
سكوت هنري (14 فبراير 1989 في أستراليا - ) (بالإنجليزية: Scott Henry)‏ هو لاعب كريكت أسترالي. لعب مع فريق جنوب ويلز الجديد للكريكت ‏ وفريق كوينسلاند للكريكت ‏ وميلبورن ستارز ‏.

## وصلات خارجية
- سكوت هنري على موقع إي آس بي آن كريك إنفو (الإنجليزية)